# Nagrada Agatha
Nagrada Agatha je literarna nagrada, ki jo od leta 1989 za predhodno leto podeljujejo avtorjem kriminalnih romanov. Nagrada je poimenovana po Agathi Christie in jo podeljuje Malice Domestic Ltd v šestih kategorijah.
- Najboljši prvi kriminalni roman
- Najboljši kriminalni roman
- Najboljši zgodovinski kriminalni roman (od 2011)
- Najboljša nefikcija (od 1993)
- Najboljša kratka zgodba
- Najboljša kriminalka za otroke/mladino (od 2001)

Nagrajena dela ne smejo vsebovati nasilja ali spolnosti in morajo biti objavljena v angleškem jeziku. Občasno se podeljujeta tudi posebni nagradi Poirot, ki je poimenovana po literarnem liku Agathe Christie Hercule Poirot in Malice Domestic nagrada za življenjsko delo. Podeljujeta se ustvarjalcem in zaslužnim za razvoj kriminalnega romana in jih ni mogoče uvrstiti v katero od kategorij letne nagrade.
Nagrada Agatha  je ustanovljena leta 1989 in je od leta 1992 voluntersko organizacijsko vodena s strani odbora direktorjev. Slavnostna podelitev je vsako leto v Washingtonu D.C..

## Prejemniki nagrade

### Najboljši prvi kriminalni roman
- 1988  Elizabeth George, A Great Deliverance
- 1989  Jill Churchill, Grime and Punishment
- 1990  Katherine Hall Page, The Body in the Belfry
- 1991  Mary Willis Walker, Zero at the Bone
- 1992  Barbara Neely, Blanche on the Lam

- 1993  Nevada Barr, Track of the Cat

- 1994  Jeff Abbott, Do Unto Others
- 1995  Jeanne M. Dams, The Body in the Transept
- 1996  Anne George, Murder on a Girl's Night Out
- 1997  Sujata Massey, The Salaryman's Wife
- 1998  Robin Hathaway, The Doctor Digs a Grave
- 1999  Donna Andrews, Murder with Peacocks
- 2000  Rosemary Stevens, Death on a Silver Tray
- 2001  Sarah Strohmeyer, Bubbles Unbound
- 2002  Julia Spencer-Fleming, In the Bleak Midwinter
- 2003  Jacqueline Winspear, Maisie Dobbs

- 2004  Harley Jane Kozak, Dating Dead Men
- 2005  Laura Durham, Better Off Wed
- 2006  Sandra Parshall, The Heat of the Moon
- 2007  Hank Phillippi Ryan, Prime Time
- 2008  G.M.Malliet, Death of a Cozy Writer
- 2009  Alan Bradley, The Sweetness at the Bottom of the Pie
- 2010  Avery Aames, The Long Quiche Goodbye
- 2011  Sara J. Henry, Learning to Swim
- 2012  Susan M. Boyer, Lowcountry Boil
- 2013  Leslie Budewitz, Death Al Dente
- 2014  Terrie Farley Moran, Well Read, Then Dead
- 2015  Art Taylor, On the Road with Del and Louise

### Najboljši kriminalni roman
- 1988  Carolyn G. Hart, Something Wicked
- 1989  Elizabeth Peters, Naked Once More

- 1990  Nancy Pickard, Bum Steer
- 1991  Nancy Pickard, I.O.U.
- 1992  Margaret Maron, Bootleggers's Daughter
- 1993  Carolyn Hart, Dead Man's Island
- 1994  Sharyn McCrumb, She Walks These Hills
- 1995  Sharyn McCrumb, If I'd killed Him Whein I Met
- 1996  Margaret Maron, Up Jumps The Devil
- 1997  Kate Ross, The Devil in Music

- 1998  Laura Lippman, Butchers Hill
- 1999  Earlene Fowler, Mariner's Compass
- 2000  Margaret Maron, Storm Track
- 2001  Rhys Bowen, Murphy's Law
- 2002  Donna Andrews, You've Got Murder
- 2003  Carolyn Hart, Letter From Home
- 2004  Jacqueline Winspear, Birds of a Feather
- 2005  Katherine Hall Page, The Body in the Snowdrift
- 2006  Nancy Pickard, The Virgin of Small Plains

- 2007  Louise Penny, A Fatal Grace
- 2008  Louise Penny, The Cruelest Month
- 2009  Louise Penny, A Brutal Telling
- 2010  Louise Penny, Bury Your Dead

- 2011  Margaret Maron, Three-day Town
- 2012  Louise Penny, The Beautiful Mystery
- 2013  Hank Phillippi Ryan, The Wrong Girl
- 2014  Hank Phillippi Ryan, Thruth Be Told
- 2015  Margaret Maron, Long Upon the Land

### Najboljši zgodovinski kriminalni roman
- 2011  Rhys Bowen, Naughty in Nice
- 2012  Catriona McPherson, Dandy Gilver and an Unsuitable Day for Murder
- 2013  Charles Todd, A Question of Honor
- 2014  Rhys Bowen, Quenn of Hearths
- 2015  Laurie R. King, Dreaming Spies

### Najboljša nefikcija
- 1993  Barbara D'Amato, The Doctor, the Murder, the Mystery
- 1994  Jean Swanson in Dean James, By a Woman's Hand
- 1995  Alzina Stone Dale, Mystery Readers Walking guide-Chicago
- 1996  Willetta L. Heising, Detecting Women 2
- 1997  Willetta L. Heising, Detecting Men
- 1998  Alzina Stone Dale, Mystery Readers's Walking Guide to Washington D.C.
- 1999  Daniel Stashower, Teller of Tales: the Life of Arthur Conan Doyle
- 2000  Jim Huang (urednik), 100 Favorite Mysteries of the Century
- 2001  Tony Hillerman, Seldom Disappointed: A Memoir
- 2002  Jim Huang (urednik), They Died in Vain: Overlooked, Underappreciated, and Forgotten Mystery Novels
- 2003  Elizabeth Peters in Kristen Whitbread (urednici) in Dennis Forbes (oblikovanje), Amelia Peabody's Egypt: A Compendium
- 2004  Jack French, Private Eye-Lashes: Radio's Lady Detectives
- 2005  Melanie Rehak, Girl Sleuth: Nancy Drew and the Women Who Created Her
- 2006  Chris Roerden, Don't Murder Your Mystery
- 2007  Jon Lellenberg, Daniel Stashower in Charles Foley, Arthur Conan Doyle: A Life in Letters
- 2008  Kathy Lynn Emerson, How to Write Killer Historical Mysteries
- 2009  Elena Santangelo, Dame Agatha's Shorts
- 2010  John Curran, Agatha Christie's Secreet Notebooks: 50 Years of Mysteries in the Making
- 2011  Leslie Budewitz, Books, Crooks and Counselors: How to Write Accurately About Criminal Law and Courtroom Procedure

- 2012  John Connoly, Book to Die For: The World's Greatest Mysteries Writers on the World's Greatest Mystery Novels
- 2013  Daniel Stashower, The Hour of Peril, The Secret Plot to Murder Lincoln Before the Civil War
- 2014  Hank Phillippi Ryan (urednik), Writers of Passage: Adventures on the Writer's Journey
- 2015  Martin Edwards, The Golden Age of Murder: The Mystery of the Writers Who Invented the Modern Detective Story

### Najboljša kratka zgodba
- 1988  Robert Barnard, More Final Than Divorce
- 1989  Sharyn McCrumb, A Wee Doch And Doris
- 1990  Joan Hess, Too Much To Bare
- 1991  Margaret Maron, Deborah's Judgment

- 1992  Aaron in Charlotte Elkins, Nice Gorilla
- 1993  M.D.Lake, Kim's Game
- 1994  Dorothy Cannell, The Family Jewels
- 1995  Elizabeth Daniels Squire, The Dog Who Remembered Too Much
- 1996  Carolyn Wheat, Accidents Will Happen
- 1997  M.D.Lake, Tea For Two
- 1998  Barbara D'Amato, Of Course You Know That Chocolate Is A Vegetable
- 1999  Nancy Pickard, Out of Africa
- 2000  Jan Burke, The Man in the Civil Suit
- 2001  Katherine Hall Page, the Would-Be –Widower
- 2002  Margaret Maron, The Dog That Didn't Bark in Marcia Talley, Too Many Cooks
- 2003  Elizabeth Foxwell, No Man's Land
- 2004  Elaine Viets, Wedding Knife
- 2005  Marcia Talley, Driven to Distraction
- 2006  Toni Kelner, Sleeping with the Plush
- 2007  Donna Andrews, A Rat's Tale
- 2008  Dana Cameron, The Night Things Changed
- 2009  Hank Phillippi Ryan, On the House
- 2010  Mary Jane Maffini, So Much in Common
- 2011  Dana Cameron, Disarming
- 2012  Dana Cameron, Mischief in Mesopotamia
- 2013  Art Taylor, The Care and Feeding oh House Plants
- 2014  Art Taylor, The Odds Are Against us
- 2015  Barb Goffman, A Year Without Santa Claus

### Najboljša kriminalka za otroke/mladino
- 2001  Penny Warner, Mystery Of The Haunted Caves: A Trop 13 Mystery
- 2002  Daniel J. Hale in Matthew LaBrot, Red Card: A Zeke Armstrong Mystery
- 2003  Kathleen Karr, The 7th Knot

- 2004  Blue Balliett, Chasing Vermeer
- 2005  Peter Abrahams, Down the Rabbit Hole in Carl Hiaasen, Flush
- 2006  Nancy Means Wright, Pea Soup Poisonings
- 2007
- 2008  Chris Grabenstein, The Crossroads
- 2009  Chris Grabenstein, The Hanging Hill
- 2010  Sarah Smith, The Other Side of Dark
- 2011  Chris Grabensetin, The Black Heart Crypt
- 2012  Penny Warner, The Code Busters Club, Case #2
- 2013  Chris Grabenstein, Escape From Mr.Lemoncello's Library
- 2014  Penny Warner, The Code Busters Club, Case #4
- 2015  Amanda Flower, Andi Unstoppable

## Posebne nagrade

### Za življenjsko delo
- 1990  Phyllis A. Whitney
- 1994  Mignon G. Eberhart
- 1996  Mary Stewart
- 1997  Emma Lathen
- 1998  Charlotte MacLeod
- 1999  Patricia Moyes
- 2000  Dick Francis
- 2001  Mildred Wirt Benson
- 2002  Tony Hillerman
- 2003  Barbara Mertz, Elizabeth Peters in Barbara Michaels
- 2004  Marian Babson
- 2005  H.R.F. Keating
- 2007  Carolyn Hart
- 2008  Peter Lovesey

- 2009  Anne Perry

- 2010  Mary Higgins Clark

- 2011  Sue Grafton
- 2012  Simon Brett
- 2014  Dorothy Cannell, Joan Hess in Margaret Maron
- 2015  Sara Paretsky

### Nagrada Poirot
- 2003  David Suchet
- 2004  Ruth Calvin, urednica založbe Thomas Dunne Bokks

- 2005  Angela Lansbury
- 2006  Douglas G. Greene, izdajatelj Crippen & Landru Press
- 2008  Janet Hutchings, urednica Ellery Queen's Mystery Magazine in Linda Landrigan, urednica Alfred Hitchcock's Mystery Magazine
- 2009  Kate Stine in Brian Skupin, izdajatelja Mystery Scene Magazine
- 2010  William Link
- 2011  Janet Rudolph
- 2012  Lee Goldberg
- 2014  Tom Schantz